# Fabrice Colas
Fabrice Colas (Rueil-Malmaison, 21 de julio de 1964) es un deportista francés que compitió en ciclismo en la modalidad de pista, especialista en las pruebas de velocidad y tándem.
Participó en dos Juegos Olímpicos de Verano, en los años 1984 y 1988, obteniendo una medalla de bronceen Los Ángeles 1984, en la prueba del kilómetro contrarreloj.
Ganó seis medallas en el Campeonato Mundial de Ciclismo en Pista entre los años 1987 y 1994.

## Medallero internacional
| Juegos Olímpicos   | Juegos Olímpicos             | Juegos Olímpicos  | Juegos Olímpicos         |
| Año                | Lugar                        | Medalla           | Competición              |
| ------------------ | ---------------------------- | ----------------- | ------------------------ |
| 1984               | Los Ángeles (Estados Unidos) | Medalla de bronce | 1 km contrarreloj        |
| Campeonato Mundial |                              |                   |                          |
| Año                | Lugar                        | Medalla           | Competición              |
| 1987               | Viena (Austria)              | Medalla de oro    | Tándem (A)               |
| 1988               | Gante (Bélgica)              | Medalla de oro    | Tándem (A)               |
| 1989               | Lyon (Francia)               | Medalla de oro    | Tándem (A)               |
| 1991               | Stuttgart (Alemania)         | Medalla de plata  | Velocidad individual (P) |
| 1991               | Stuttgart (Alemania)         | Medalla de bronce | Keirin (P)               |
| 1994               | Palermo (Italia)             | Medalla de oro    | Tándem                   |